# Édouard Naville

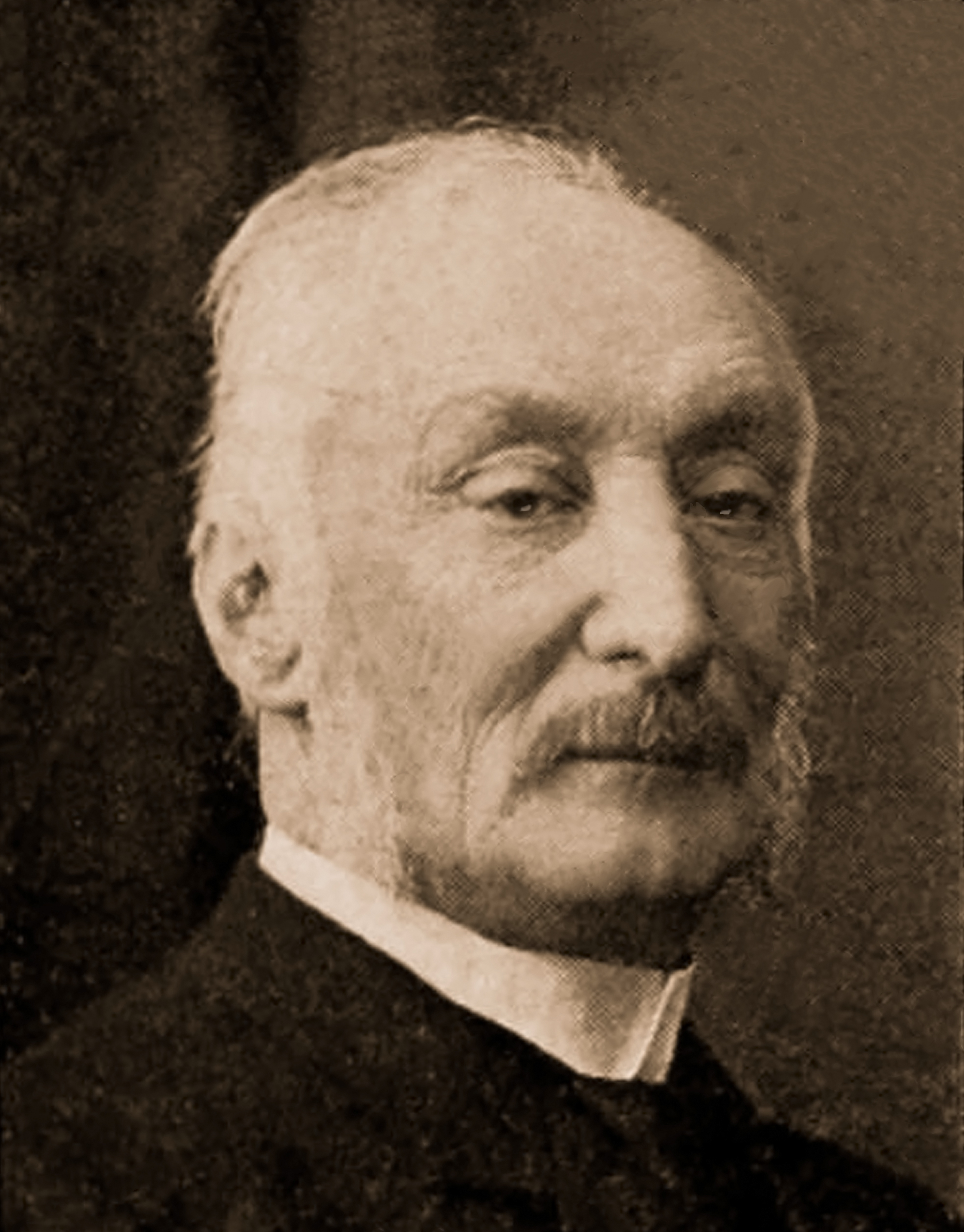
Naville um 1917

Henri Édouard Naville (* 14. Juni 1844 in Genf; † 17. Oktober 1926 in Genthod) war ein Schweizer Ägyptologe.

## Leben
Nach seinem Abitur besuchte Naville ab 1861 die Académie de Genève und studierte zunächst Klassische Philologie. 1862 wechselte er an das Londoner King’s College. Er studierte ebenfalls an der Pariser Sorbonne, der Rheinischen Friedrich-Wilhelms-Universität in Bonn und an der Berliner Universität, wo er seine Ausbildung unter dem Ägyptologen Karl Richard Lepsius abschloss, bei dem er anschließend auch als Mitarbeiter wirkte.
Nach dem Tode Lepsius’ 1884 begannen die Auseinandersetzungen mit der Berliner Schule, die er École de Berlin nannte. Die Konflikte mit unter anderem Kurt Sethe, Ludwig Borchardt und Adolf Erman begannen, als Erman zum Nachfolger von Lepsius an Universität und Museum ernannt wurde. Aber auch mit seinem Kollegen vom Egypt Exploration Fund, Flinders Petrie, war er selten einer Meinung.
Von 1898 bis 1922 war Naville Mitglied des Internationalen Komitees vom Roten Kreuz (IKRK), darunter von 1916 bis 1920 als Vizepräsident. Darüber hinaus war er während des Ersten Weltkrieges Leiter der Internationalen Zentralstelle für Kriegsgefangene des Komitees und besuchte Kriegsgefangenenlager in Großbritannien. Auch sein Enkel Marcel Naville stand von 1969 bis 1973 dem Komitee als Präsident vor.
Er war Mitglied der Société d’Étudiants de Belles-Lettres sowie seit 1908 als auswärtiges Mitglied der Académie des Inscriptions et Belles-Lettres.

## Leistungen
Naville begann seine Arbeit 1865 als 21-Jähriger, als er Horustexte in Edfu kopierte, die 1870 veröffentlicht wurden. Nach dem Deutsch-Französischen Krieg 1870/71 assistierte er Eugène Lefébure bei dessen Publikation des Grabes Sethos I. (KV17) und edierte selbst Texte, die zum Ägyptischen Totenbuch gehören. Auf Vorschlag des Londoner Orientalistenkongresses übernahm er die Redaktion an der Litanie du soleil (Sonnenlitanei). Die Texte aus thebanischen Königsgräbern wurden 1875 herausgegeben.
Navilles bedeutendste wissenschaftliche Arbeiten sind aber mit seinen Grabungen verbunden, die er für den Egypt Exploration Fund durchführte. Sie begannen im Januar 1883 mit der Untersuchung von Tell el-Maschuta. Nach Forschungen im Wadi Tumilat 1885–1886, das er als das Land Goschen der Bibel identifizierte, grub er 1886–1889 in Bubastis im Nildelta Reste der Siedlungsgeschichte der 26. Dynastie aus. Weitere Grabungen führte er 1887 in Tell el-Yahudiya und in Saft el-Henna sowie 1890–1891 in Herakleopolis und 1892 in Mendes und in Tell Mukdam durch.

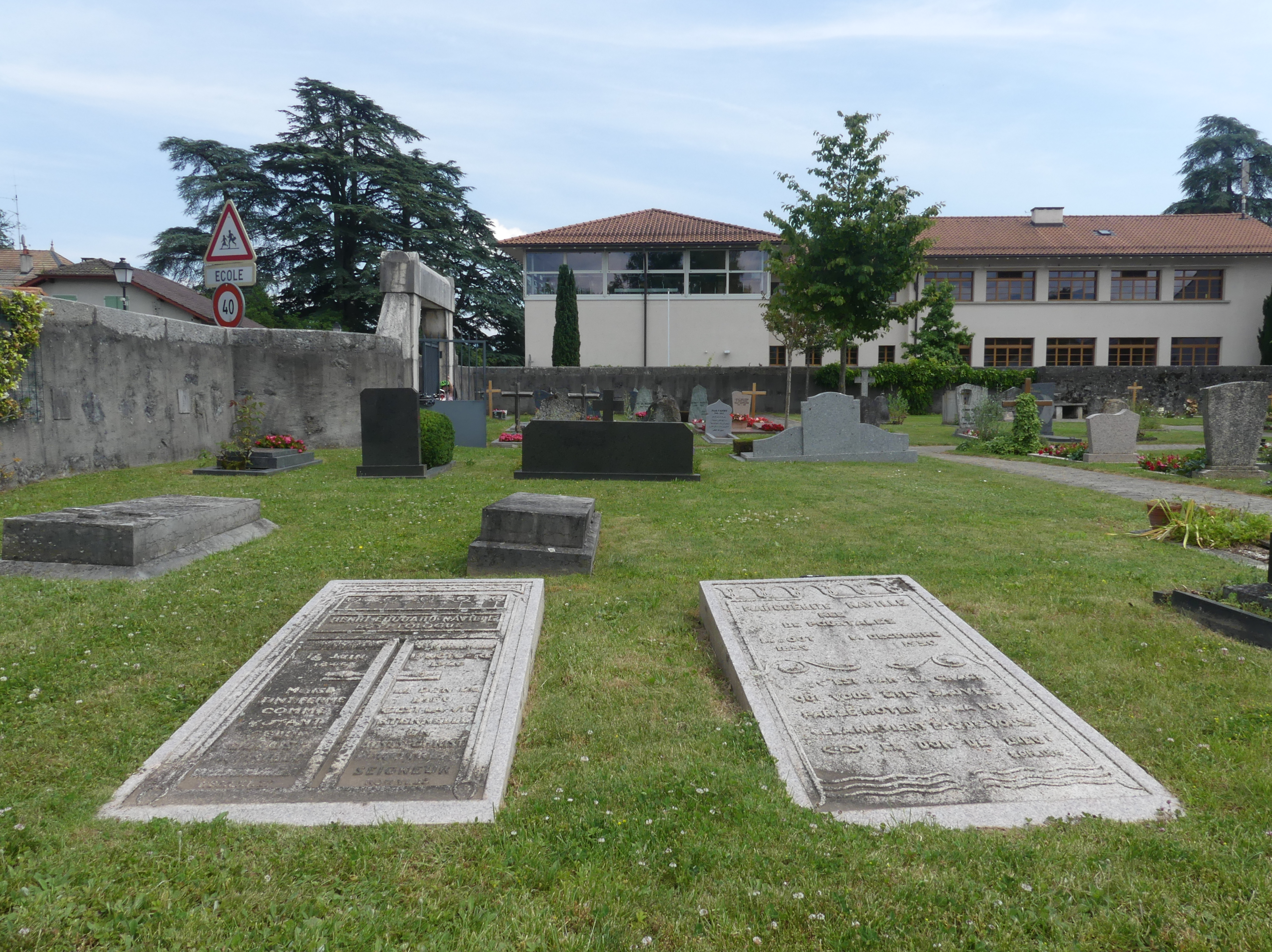
Das Grab von Naville (links) und seiner Frau auf dem Friedhof von Genthod

1893 kehrte Naville nach Oberägypten zurück und legte zwischen 1893 und 1896 den Totentempel der Hatschepsut in Deir el-Bahari frei. Die Dokumentation der Anlage gilt als seine bedeutendste Leistung und war Grundlage für die spätere bauliche Rekonstruktion des Tempels. 1903–1906 folgte die Freilegung des benachbarten Totentempels Mentuhotep II.
Viele seiner Funde aus Bubastis und anderen Grabungsstätten des Nildeltas, darunter der Kopf der Kolossalstatue Amenemhet III. sind heute im British Museum in London zu sehen. Andere Funde seiner Expeditionen bereichern die Museen in Kairo und Boston.
Die Ausgrabungsmethoden von Naville und seine persönliche Einstellung, „die kleinen Dinge interessieren ihn nicht“, führten regelmäßig zum Verlust wertvoller Kleinstfunde. Beispielsweise gingen bei der unvorsichtigen Bergung 1892 in Mendes eine Vielzahl griechischer Papyri verloren, wofür er heutzutage oftmals kritisiert wird.

## Veröffentlichungen (Auswahl)
- Mythe d Horus. 1870 (betr. Edfu, Horustexte)
- Litanie du soleil. Leipzig 1875 (betr. Texte aus thebanischen Königsgräbern)
- The Store-City of Pithom and the Route of the Exodus. 1885 (betr. Grabung in Tell el Maskhuta)
- Das ägyptische Totenbuch der XVIII. bis XX. Dynastie. Asher, Berlin 1886, insgesamt 3 Bände (Bd. 1: Text und Vignetten. Bd. 2: Varianten. Bd. 3: Einleitung.) (Nachdruck Graz 1971)
- Bubastis, London 1891
- The Temple of Deir el Bahari. (= Egypt Exploration Fund. (EEF) Bände 12–14, 16, 19, 27, 29). 7 Bände, London, 1894–1898
- The Transvaal Question: From a Swiss Point of View, London 1900
- The XIth Dynasty Temple at Deir el-Bahari. (= EEF, 28, 30, 32) 3 Bände, London, 1907–1913
- Discovery of the Book of the Law Under King Josiah: An Egyptian Interpretation of the Biblical Account. London 1911
- Cemeteries of Abydos. London 1914
- The Text of the Old Testament. London 1915
- New Archeological Discoveries, and Their Bearing Upon the New Testament and Upon. London 1917
- The Higher Criticism in Relation to the Pentateuch. Transl. with an introd. by John R. Mackay. Edinburgh 1923